# Сертан штата Параиба

Сертан штата Параиба на карте.

Сертан штата Параиба (порт. Mesorregião do Sertão Paraibano) — административно-статистический мезорегион в Бразилии, входит в штат Параиба. Население составляет 863 178 человек на 2010 год. Площадь — 22 727,851 км². Плотность населения — 37,98 чел./км².

## Демография
Согласно сведениям, собранным в ходе переписи 2010 г. Национальным институтом географии и статистики (IBGE), население мезорегиона составляет:
| Полное население                            | Полное население                            | Полное население                            | Полное население                            | 863 178 |
| ------------------------------------------- | ------------------------------------------- | ------------------------------------------- | ------------------------------------------- | ------- |
| в том числе:                                | Городское население                         | 572 697                                     | Процент городского населения, %             | 66,35   |
|                                             | Сельское население                          | 290 481                                     | Процент сельского населения, %              | 33,65   |
|                                             | Мужское население                           | 423 001                                     | Процент мужского населения, %               | 49,01   |
|                                             | Женское население                           | 440 177                                     | Процент женского населения, %               | 50,99   |
| Плотность населения, чел/км²                | Плотность населения, чел/км²                | Плотность населения, чел/км²                | Плотность населения, чел/км²                | 37,98   |
| Население мезорегиона в % к населению штата | Население мезорегиона в % к населению штата | Население мезорегиона в % к населению штата | Население мезорегиона в % к населению штата | 22,92   |

## Статистика
- Валовой внутренний продукт на 2003 год составляет 2 013 915 968,00 реалов (данные: Бразильский институт географии и статистики).
- Валовой внутренний продукт на душу населения на 2003 год составляет 2447,28 реалов (данные: Бразильский институт географии и статистики).
- Индекс развития человеческого потенциала на 2000 год составляет 0,622 (данные: Программа развития ООН).

## Состав мезорегиона
В мезорегион входят следующие микрорегионы:
1. Серра-ду-Тейшейра
2. Кажазейрас
3. Католе-ду-Роша
4. Итапоранга
5. Патус
6. Пианко
7. Соза